# آينلا (فلم)
آينلا (بالإنجليزية: Ayinla)، هُو فيلم موسيقي وسيرة ذاتية نيجيري صدر سنة 2021.

## روابط خارجية
مقالات تستعمل روابط فنية بلا صلة مع ويكي بيانات